# Henry Faye
Henry Faye (20 mai 1852, Tours - 17 juillet 1909, Tours), est un historien français.

## Biographie
Fils d’un ingénieur de la Compagnie du chemin de fer de Paris à Orléans, il suit ses études au lycée de Tours et entre à l'École spéciale militaire de Saint-Cyr en 1872.
Il quitte l'armée en 1878, obtient sa licence en droit et s’inscrit comme avocat à la cour d'appel d'Orléans. Il est maire de Lavardin de 1892 à 1899.
Il se consacre aux travaux historiques et préside la Société archéologique de Touraine de 1901 à 1904. 
Il a également traduit de l'allemand en français.
Il écrit notamment sous les pseudonymes de « H. Langeron » ou de « Henri de Gizaguet ».
Il épouse Louise Roulleau de La Roussière.

## Publications
- Le Régiment qui passe (1878)
- Un drapeau de Metz (1879)
- Don Carlos, infant d'Espagne (traduit de l'œuvre de Friedrich von Schiller, 1881)
- L'Anarchie spontanée en Touraine (1885)
- Le Statut municipal de Tours, d'après de récents travaux (1885)
- Les Assemblées de la généralité de Tours en 1787 (1885)
- L'Instruction publique avant la Révolution, d'après de récents travaux (1885)
- Les limites de l'ancienne province de Touraine (1887)
- Les Prussiens en Touraine et en Anjou (1815) (1887)
- Les Sociétés populaires dans le département d'Indre-et-Loire (1790-1800) (1887)
- Doléances du tiers état de Tours aux États généraux de 1789 (1894)
- Éloge de Léon Palustre (1895)
- Un barreau de province. Les institutions judiciaires en Touraine et le barreau de Tours (1896)
- Descartes, l'homme et le penseur (1897)
- Cahier du clergé de Touraine aux États généraux de 1789 (1899)
- La Juridiction consulaire à Tours (1565-1903)'’ (1903)
- La Révolution au jour le jour en Touraine (1789-1800) (1903)
- Ch. de Grandmaison (1824-1903) (1904)
- L'Art de gagner au bridge, préceptes et conseils pratiques (1905)
- Le clergé et le culte en Touraine pendant la Révolution (1789-1801) (1908)
- Jean II, maréchal de Boucicaut

### Sources
- Louis de Grandmaison, Henri Faye (1852-1909) : Notice nécrologique et bibliographique, 1909